# Приливный разогрев

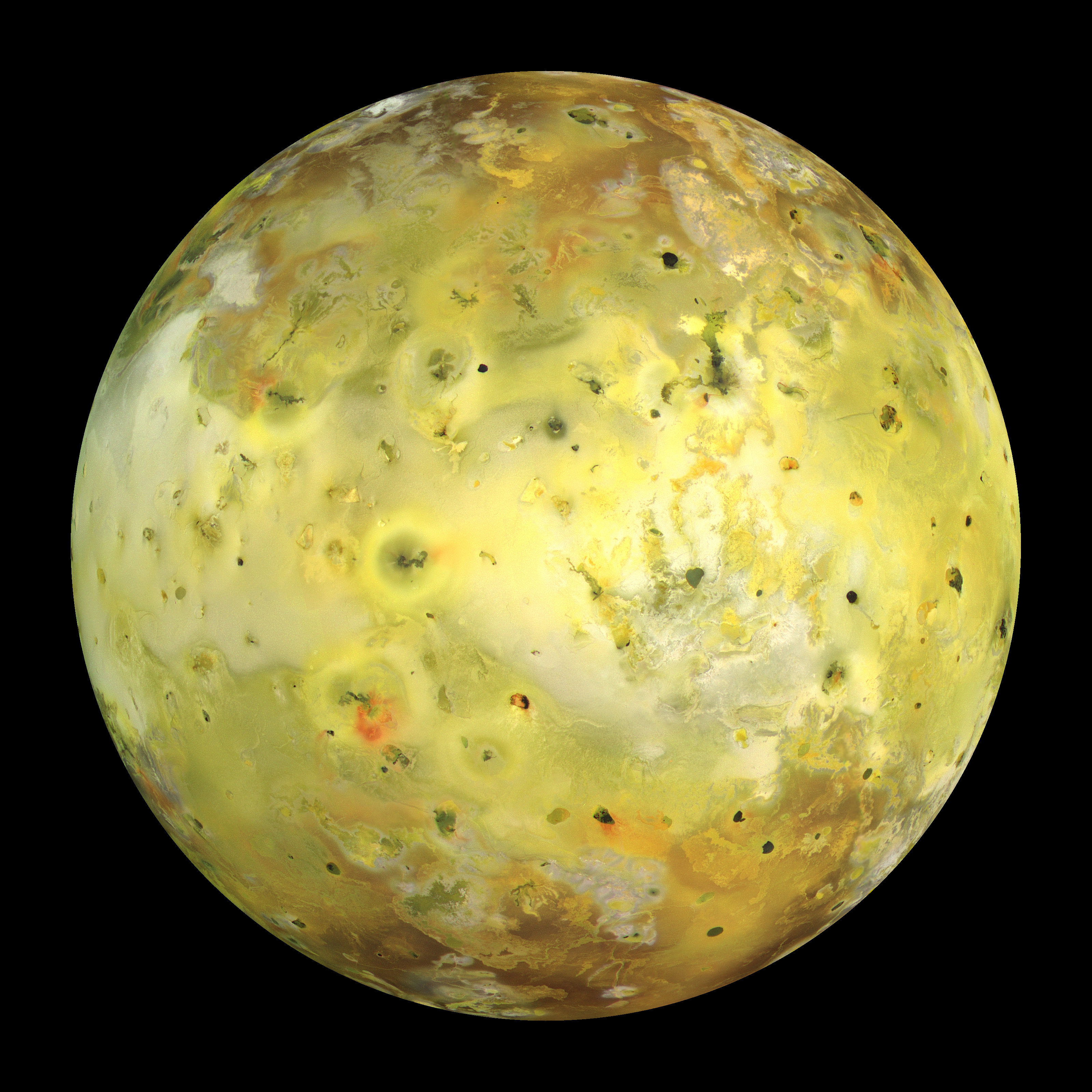
Ио находится под постоянным приливным разогревом

Приливный разогрев является следствием процесса приливного ускорения: энергия орбитального движения рассеивается как тепловая в океане или недрах планеты или спутника. Когда объект движется по эллиптической орбите, приливная сила для него оказывается различной в разных точках орбиты. Таким образом происходит постоянная деформация тела под действием приливных сил, что создает внутреннее трение, которое нагревает недра. Происходит переход гравитационной энергии в тепловую, поэтому в системе двух тел изначально эллиптическая орбита с ходом времени становится круговой. Однако процесс приливного разогрева становится длительным в случае, когда в более сложной системе дополнительные гравитационные силы не дают эллиптической орбите перейти в круговую, в этом случае гравитационная энергия продолжает преобразовываться в тепловую.
Приливный разогрев является причиной вулканической активности на большинстве тел Солнечной системы, среди которых ярким примером является Ио, спутник Юпитера. Ио сохраняет вытянутую орбиту как результат орбитального резонанса с другими галилеевыми спутниками. Этот же процесс, но с несколько меньшим значением (из-за меньшего эксцентриситета) рассматривается в теории как сила достаточная, чтобы расплавить низкие слои льда на следующем крупном спутнике Юпитера, Европе и создать таким образом подледный океан. На спутнике Сатурна Энцеладе так же предполагают жидкий водный океан под ледяной корой, также вследствие приливного разогрева. Водяные гейзеры на Энцеладе предположительно приводятся в действие этой же силой.
Величина приливного разогрева в спутнике, который находится в приливном захвате и имеет вытянутую орбиту {\displaystyle {\dot {E}}_{\text{Tidal}}}, вычисляется по формуле:
{\displaystyle {\dot {E}}_{\text{Tidal}}=-{\text{Im}}(k_{2}){\frac {21}{2}}{\frac {R^{5}n^{5}e^{2}}{G}}},
где {\displaystyle R}, {\displaystyle n}, {\displaystyle e} являются соответственно средним радиусом спутника, средним орбитальным движением и эксцентриситетом.